# Forn de la plana del Rei
El Forn de la plana del Rei és una obra de Colldejou (Baix Camp) inclosa a l'Inventari del Patrimoni Arquitectònic de Catalunya.

## Descripció
Estructura arquitectònica de planta circular, paredada. Actualment l'obertura que es corresponia amb la boca del forn es troba enderrocada, però resten en peu els murs, bastits amb blocs de pedra escairada. La coberta no es conserva, però era possible que els mateixos mestres calciners l'enderrocaren per efetuar l'extracció de la calç.